# Roger Rojas
Roger Fabricio Rojas Lazo (Tegucigalpa, Honduras, 9 de junio de 1990) es un exfutbolista hondureño que jugaba de delantero centro. Es el asistente técnico del Puntarenas Fútbol Club desde 2023.

## Trayectoria
Se formó en las categorías inferiores del Club Deportivo Olimpia. Debutó con este equipo el 28 de octubre de 2008 en la victoria de 4-0 ante Joe Public, por la Concacaf Liga Campeones 2008-09. Su debut en Primera División se produjo el 11 de enero de 2009, en la derrota de su equipo por 0-1 ante el Club Deportivo Vida en La Ceiba. Ese mismo año, Rojas alcanzó su primer título como profesional y fue el Clausura 2009 ante Real España. 
Se coronó campeón goleador de la Liga Nacional de Honduras en el Torneo Apertura 2012. El 25 de agosto de 2013 se anunció su traspaso al West Ham United de la Premier League inglesa. Sin embargo, no pudo superar las pruebas médicas y regresó a Olimpia para jugar dos torneos más. Campeonizó por última vez con Olimpia en el Clausura 2014. 
El 7 de julio de 2014 se anunció su fichaje en calidad de préstamo por el Al-Ettifaq de Arabia Saudita, con el cual marcó tres goles en seis partidos.
Luego pasó al Club Necaxa de México, debutando con anotación incluida el 24 de enero de 2015, en la victoria de visita por 2-1 ante Zacatepec. Anotó un gol en la Final de Ascenso 2015, en el partido de ida frente a Dorados de Sinaloa que terminó con empate 1-1 y que se disputó en el Estadio Banorte de Culiacán.
Regresó al Olimpia para el Apertura 2015, pero el juego de otros delanteros como Romell Quioto, Carlo Costly, Alberth Elis y Javier Estupiñán terminó opacando el trabajo de Rojas, quien en 27 partidos solamente convirtió en 3 ocasiones.
El 20 de junio de 2016 regresa al fútbol mexicano para vestir por 1 año los colores de los Cimarrones de Sonora del Ascenso MX.
El 6 de diciembre llega a Liga Deportiva Alajuelense junto a Luis Garrido provenientes del Olimpia de la Liga Nacional de Honduras, firman por 1 año. En el Clausura 2018 consigue el goleo, con 20 tantos, siendo el jugador más destacado de este torneo por su rendimiento y su trascendental papel en el juego ofensivo de los manudos, siendo el primer futbolista hondureño goleador en el campeonato de Costa Rica, además se le reconoce como el mejor jugador extranjero del torneo.
Para el Apertura 2018 consigue 27 goles en menos de 1 año, con lo cual se convierte en el hondureño con más anotaciones con el club. Para el torneo iniciado en 2023 fichó con el  Puntarenas F.C de la liga costarricense, pero el 14 de febrero, da a conocer públicamente,  que será intervenido medicamente, él mismo Rojas solicitó no dar a conocer su diagnóstico, para no generar especulaciones y se quiere enfocar única y exclusivamente en su recuperación. Estará retirado del fútbol durante al menos tres meses.

## Selección nacional
Ha sido internacional con la Selección de fútbol de Honduras en 30 ocasiones y ha anotando 3 goles. Debutó contra la Selección de fútbol de El Salvador el 4 de septiembre de 2010, en un partido amistoso disputado en Los Ángeles y que terminó con empate 2-2. Participó en la Copa Mundial de Fútbol Sub-20 de 2009 y fue miembro de la Selección de fútbol de Honduras dirigida por Luis Fernando Suárez hasta julio de 2013, anotando solamente un gol en partidos oficiales de clasificación.

### Participaciones en Copas del Mundo
| Mundial                     | Sede          | Resultado      |
| --------------------------- | ------------- | -------------- |
| Copa Mundial Sub-17 de 2007 | Corea del Sur | Fase de grupos |
| Copa Mundial Sub-20 de 2009 | Egipto        | Fase de grupos |

### Participaciones en Copa Oro
| Copa             | Sede           | Resultado    |
| ---------------- | -------------- | ------------ |
| Copa de Oro 2013 | Estados Unidos | Cuarto lugar |

### Goles internacionales
| #  | Fecha                   | Lugar                                                      | Rival       | Goles | Resultado | Competición                |
| -- | ----------------------- | ---------------------------------------------------------- | ----------- | ----- | --------- | -------------------------- |
| 1. | 4 de septiembre de 2010 | Los Angeles Memorial Coliseum, Los Ángeles, Estados Unidos | El Salvador | 2-2   | 2–2       | Amistoso                   |
| 2. | 12 de octubre de 2010   | Los Angeles Memorial Coliseum, Los Ángeles, Estados Unidos | Guatemala   | 1-0   | 2–0       | Amistoso                   |
| 3. | 11 de junio de 2013     | Estadio Nacional, Tegucigalpa, Honduras                    | Jamaica     | 2-0   | 2–0       | Clasificación Mundial 2014 |

## Clubes
| Club                 | País                | Año                 | Partidos | Goles | Media |
| -------------------- | ------------------- | ------------------- | -------- | ----- | ----- |
| Olimpia              | Honduras            | 2008 - 2014         | 181      | 80    | 0.44  |
| Al-Ettifaq           | Arabia Saudita      | 2014                | 6        | 4     | 0.67  |
| Necaxa               | México              | 2015                | 15       | 6     | 0.4   |
| Olimpia              | Honduras            | 2015 - 2016         | 32       | 7     | 0.22  |
| Cimarrones de Sonora | México              | 2016                | 11       | 1     | 0.09  |
| Olimpia              | Honduras            | 2017                | 39       | 20    | 0.51  |
| Alajuelense          | Costa Rica          | 2018 - 2019         | 68       | 37    | 0.54  |
| Sabah                | Azerbaiyán          | 2019                | 13       | 3     | 0.23  |
| Deportes Tolima      | Colombia            | 2020                | 9        | 0     | 0     |
| Cartaginés           | Costa Rica          | 2021                | 6        | 3     | 0.5   |
| Sporting FC          | Costa Rica          | 2022 - 2023         | 15       | 2     | 0.13  |
| Puntarenas FC        | Costa Rica          | 2023                | 6        | 0     | 0     |
| Total en su carrera  | Total en su carrera | Total en su carrera | 401      | 163   | 0.41  |

## Palmarés

### Campeonatos nacionales
| Título          | Club    | País     | Año  |
| --------------- | ------- | -------- | ---- |
| Torneo Clausura | Olimpia | Honduras | 2009 |
| Torneo Clausura | Olimpia | Honduras | 2010 |
| Torneo Apertura | Olimpia | Honduras | 2011 |
| Torneo Clausura | Olimpia | Honduras | 2012 |
| Torneo Apertura | Olimpia | Honduras | 2012 |
| Torneo Clausura | Olimpia | Honduras | 2013 |
| Torneo Clausura | Olimpia | Honduras | 2014 |
| Torneo Clausura | Olimpia | Honduras | 2016 |

### Campeonatos internacionales
| Título               | Club                  | Lugar            | Año  |
| -------------------- | --------------------- | ---------------- | ---- |
| Copa Centroamericana | Selección de Honduras | Ciudad de Panamá | 2011 |
| Liga Concacaf        | Olimpia               | San José         | 2017 |

### Distinciones individuales
| Distinción                                                                      | Año  |
| ------------------------------------------------------------------------------- | ---- |
| Goleador del Apertura 2012 de Honduras                                          | 2012 |
| Goleador de la Liga Concacaf (5 goles)                                          | 2017 |
| Goleador del Clausura 2018 de Costa Rica                                        | 2018 |
| Mejor extranjero del Clausura 2018 de Costa Rica                                | 2018 |
| Mejor goleador por Circuito de periodistas y locutores deportivos de Costa Rica | 2018 |